# Келтикі
Келтикі (пол. Kiełtyki) — село в Польщі, у гміні Мала Весь Плоцького повіту Мазовецького воєводства.
Населення — 143 особи (2011).
У 1975-1998 роках село належало до Плоцького воєводства.

## Демографія
Демографічна структура станом на 31 березня 2011 року:
|          | Загалом | Допрацездатний вік | Працездатний вік | Постпрацездатний вік |
| -------- | ------- | ------------------ | ---------------- | -------------------- |
| Чоловіки | 62      | 8                  | 47               | 7                    |
| Жінки    | 81      | 15                 | 48               | 18                   |
| Разом    | 143     | 23                 | 95               | 25                   |